# Elecciones municipales de 2015 en la provincia de Segovia

IU: 1 alcalde
PSOE: 56 alcaldes
PCAS-TC: 3 alcaldes
Independientes: 11 alcaldes
UPyD: 2 alcaldes
PP: 153 alcaldes

Las elecciones municipales de 2015 en la provincia de Segovia se celebraron el día 24 de mayo.

## Resultados en número de alcaldes
En la siguiente tabla se muestran los resultados en número de alcaldes en la provincia, incluyendo a las Entidades Locales Menores:
| Partido        | Alcaldes salientes | Alcaldes electos | Diferencia |
| PP             | 179                | 153              | 26         |
| PSOE           | 34                 | 56               | 22         |
| PCAS           | 2                  | 3                | 1          |
| UPyD           | 0                  | 2                | 2          |
| IU             | 0                  | 1                | 1          |
| Independientes | 9                  | 11               | 2          |
| -------------- | ------------------ | ---------------- | ---------- |

## Alcaldes salientes y alcaldes electos en municipios de más de 1.000 habitantes
| Municipio                    | Población | Alcalde saliente                   | Partido       | Alcalde electo o reelecto      | Partido       |
| Ayllón                       | 1.354     | Sonia Palomar Moreno               | PP            | María Jesús Sanz Tomé          | PSOE          |
| Cantalejo                    | 3.782     | José Antonio Sanz Martín           | PP            | Máximo San Macario De Diego    | PSOE          |
| Cantimpalos                  | 1.368     | Inés Escudero Herrero              | PP            | Inés Escudero Herrero          | PP            |
| Carbonero el Mayor           | 2.577     | María Ángeles García Herrero       | PP            | María Ángeles García Herrero   | PP            |
| Coca                         | 1.943     | Juan Carlos Álvarez Cabrero        | PP            | Andrés Catalina Tapia          | Independiente |
| Cuéllar                      | 9.547     | Jesús García Pastor                | PP            | Jesús García Pastor            | PP            |
| El Espinar                   | 9.654     | Francisco Eloy Jorge Gómez         | PP            | Alicia Palomo Sebastián        | PSOE          |
| Espirdo                      | 1.088     | María del Socorro Cuesta Rodríguez | Independiente | Ana Carolina Rincón da Silva   | PSOE          |
| Hontanares de Eresma         | 1.248     | Javier García García               | PP            | María del Pilar Sánchez Martín | UPyD          |
| La Lastrilla                 | 3.605     | Vicente Calle Enebral              | PP            | Vicente Calle Enebral          | PP            |
| Nava de la Asunción          | 2.941     | Santiago Miguel de la Cruz Jiménez | PP            | Juan José Maroto Sáez          | PSOE          |
| Navalmanzano                 | 1.145     | Pablo Ángel Torrego Otero          | PSOE          | Pablo Ángel Torrego Otero      | PSOE          |
| Navas de Oro                 | 1.402     | María Carmen Pinela López          | PP            | Ladislao González García       | IU            |
| Palazuelos de Eresma         | 4.868     | Jesús Nieto Martín                 | PP            | Jesús Nieto Martín             | PP            |
| Real Sitio de San Ildefonso  | 5.464     | José Luis Vázquez Fernández        | PSOE          | José Luis Vázquez Fernández    | PSOE          |
| Riaza                        | 2.382     | Benjamín Cerezo Hernández          | PP            | Andrea Rico Berzal             | PSOE          |
| San Cristóbal de Segovia     | 2.939     | Óscar Benito Moral Sanz            | PP            | Óscar Benito Moral Sanz        | PP            |
| Santa María la Real de Nieva | 1.052     | Jaime Pérez Esteban                | PP            | Jaime Pérez Esteban            | PP            |
| Segovia                      | 53.260    | Clara Isabel Luquero Nicolás       | PSOE          | Clara Isabel Luquero Nicolás   | PSOE          |
| Sepúlveda                    | 1.193     | Francisco Notario Martín           | PP            | Ramón López Blázquez           | PSOE          |
| Torrecaballeros              | 1.305     | Serafín Sanz Sanz                  | PP            | Rubén García de Andrés         | PSOE          |
| Turégano                     | 1.056     | Juan Montes Sacristán              | PP            | Juan Montes Sacristán          | PP            |
| Valverde del Majano          | 1.061     | Gerardo Rafael Casado Llorente     | PP            | Jesús Javier Lucía Marugán     | PSOE          |
| Villacastín                  | 1.542     | Jesús Grande Lozano                | PP            | Jesús Grande Lozano            | PP            |
| ---------------------------- | --------- | ---------------------------------- | ------------- | ------------------------------ | ------------- |

## Resultados en los municipios de más de 1.000 habitantes

### Ayllón
- 9 concejales a elegir[6]
- Alcaldesa saliente: Sonia Palomar Moreno - PP
- Alcaldesa electa: María Jesús Sanz Tomé - PSOE[7]

| César Buquerín Barbolla     | PP           | 267 | 37,98% | 4 | 2 |  |  |  |
| María Jesús Sanz Tomé       | PSOE         | 246 | 34,99% | 3 | 0 |  |  |  |
| Carlos Emilio Merino Martín | AYCAMa       | 134 | 19,06% | 2 | 2 |  |  |  |
| Miguel Ángel Barrera Nieto  | EN COMÚN     | 48  | 6,83%  | 0 | 0 |  |  |  |
|                             |              |     |        |   |   |  |  |  |
| Censo                       | Censo        | 897 | 100%   |   |   |  |  |  |
| Abstenciones                | Abstenciones | 178 | 19,84% |   |   |  |  |  |
| Votantes                    | Votantes     | 719 | 80,16% |   |   |  |  |  |
| Blancos                     | Blancos      | 8   | 1,14%  |   |   |  |  |  |
| Nulos                       | Nulos        | 16  | 2,23%  |   |   |  |  |  |

a Ayllón Camina

### Cantalejo
- 11 concejales a elegir[8]
- Alcalde saliente: José Antonio Sanz Martín - PP
- Alcalde electo: Máximo San Macario De Diego - PSOE

| Máximo San Macario De Diego | PSOE         | 935   | 51,15% | 6 | 1 |  |  |  |
| José Antonio Sanz Martín    | PP           | 864   | 48,85% | 5 | 1 |  |  |  |
|                             |              |       |        |   |   |  |  |  |
| Censo                       | Censo        | 2.655 | 100%   |   |   |  |  |  |
| Abstenciones                | Abstenciones | 803   | 30,24% |   |   |  |  |  |
| Votantes                    | Votantes     | 1.852 | 69,76% |   |   |  |  |  |
| Blancos                     | Blancos      | 24    | 1,30%  |   |   |  |  |  |
| Nulos                       | Nulos        | 29    | 1,59%  |   |   |  |  |  |

### Cantimpalos
- 9 concejales a elegir[9]
- Alcaldesa saliente: Inés Escudero Herrero - PP
- Alcaldesa electa: Inés Escudero Herrero - PP

| Inés Escudero Herrero                     | PP           | 423   | 58,18% | 5 | 0 |  |  |  |
| María del Carmen Yolanda Torrego Llorente | PSOE         | 285   | 39,20% | 4 | 0 |  |  |  |
|                                           |              |       |        |   |   |  |  |  |
| Censo                                     | Censo        | 1.009 | 100%   |   |   |  |  |  |
| Abstenciones                              | Abstenciones | 246   | 24,38% |   |   |  |  |  |
| Votantes                                  | Votantes     | 763   | 75,62% |   |   |  |  |  |
| Blancos                                   | Blancos      | 19    | 2,61%  |   |   |  |  |  |
| Nulos                                     | Nulos        | 36    | 4,72%  |   |   |  |  |  |

### Carbonero el Mayor
- 11 concejales a elegir[10]
- Alcaldesa saliente: María Ángeles García Herrero - PP
- Alcaldesa electa: María Ángeles García Herrero - PP

| María Ángeles García Herrero | PP           | 820   | 57,46% | 7 | 1 |  |  |  |
| José Luis Herrero Palacios   | PSOE         | 576   | 42,54% | 4 | 1 |  |  |  |
|                              |              |       |        |   |   |  |  |  |
| Censo                        | Censo        | 1.915 | 100%   |   |   |  |  |  |
| Abstenciones                 | Abstenciones | 449   | 23,45% |   |   |  |  |  |
| Votantes                     | Votantes     | 1.466 | 76,55% |   |   |  |  |  |
| Blancos                      | Blancos      | 31    | 2,17%  |   |   |  |  |  |
| Nulos                        | Nulos        | 39    | 2,66%  |   |   |  |  |  |

### Coca
- 9 concejales a elegir[11] (se eligen 2 concejales menos que en las elecciones municipales de 2011)
- Alcalde saliente: Juan Carlos Álvarez Cabrero - PP
- Alcalde electo: Andrés Catalina Tapia - Agrupación de Electores Villa de Coca[12]

| Álvaro Muñoz Gómez        | PP             | 482   | 36,91% | 4 | 2 |  |  |  |
| Andrés Catalina Tapia     | VILLA DE COCAb | 477   | 36,52% | 3 | 3 |  |  |  |
| José Luis Pascual Cabrero | PSOE           | 340   | 26,03% | 2 | 3 |  |  |  |
|                           |                |       |        |   |   |  |  |  |
| Censo                     | Censo          | 1.530 | 100%   |   |   |  |  |  |
| Abstenciones              | Abstenciones   | 210   | 13,73% |   |   |  |  |  |
| Votantes                  | Votantes       | 1.320 | 86,27% |   |   |  |  |  |
| Blancos                   | Blancos        | 7     | 0,54%  |   |   |  |  |  |
| Nulos                     | Nulos          | 14    | 1,06%  |   |   |  |  |  |

b Agrupación de Electores Villa de Coca

### Cuéllar
- 13 concejales a elegir[13]
- Alcalde saliente: Jesús García Pastor  - PP
- Alcalde electo: Jesús García Pastor  - PP

| Jesús García Pastor         | PP           | 2.194 | 46,65% | 7 | 1 |  |  |  |
| Carlos Fraile de Benito     | PSOE         | 1.277 | 27,15% | 4 | 1 |  |  |  |
| María Montserrat Sanz Sanz  | IU           | 924   | 19,65% | 2 | 0 |  |  |  |
| Luis Alberto Quevedo García | Cs           | 212   | 4,51%  | 0 | 0 |  |  |  |
|                             |              |       |        |   |   |  |  |  |
| Censo                       | Censo        | 7.222 | 100%   |   |   |  |  |  |
| Abstenciones                | Abstenciones | 2.365 | 32,75% |   |   |  |  |  |
| Votantes                    | Votantes     | 4.857 | 67,25% |   |   |  |  |  |
| Blancos                     | Blancos      | 96    | 2,04%  |   |   |  |  |  |
| Nulos                       | Nulos        | 154   | 3,17%  |   |   |  |  |  |

### El Espinar
- 13 concejales a elegir[14]
- Alcalde saliente: Francisco Eloy Jorge Gómez - PP
- Alcaldesa electa: Alicia Palomo Sebastián - PSOE[15]

| Alicia Palomo Sebastián         | PSOE         | 1.332 | 31,35% | 5 | 1  |  |  |  |
| Francisco Eloy Jorge Gómez      | PP           | 1.314 | 30,92% | 4 | 3  |  |  |  |
| Luis Ángel Salgado Barea        | SÍ SE PUEDE  | 533   | 12,54% | 2 | 1c |  |  |  |
| Eugenio López Villa             | IU           | 501   | 11,79% | 1 | 0  |  |  |  |
| Tomás López Álvarez             | Cs           | 386   | 9,08%  | 1 | 1  |  |  |  |
| Félix Manuel Sánchez Montesinos | UPyD         | 105   | 2,47%  | 0 | 0  |  |  |  |
|                                 |              |       |        |   |    |  |  |  |
| Censo                           | Censo        | 6.684 | 100%   |   |    |  |  |  |
| Abstenciones                    | Abstenciones | 2.223 | 33,26% |   |    |  |  |  |
| Votantes                        | Votantes     | 4.461 | 66,74% |   |    |  |  |  |
| Blancos                         | Blancos      | 78    | 1,84%  |   |    |  |  |  |
| Nulos                           | Nulos        | 212   | 4,75%  |   |    |  |  |  |

c En relación con los resultados obtenidos por Equo, partido integrado en Sí Se Puede.

### Espirdo
- 9 concejales a elegir[17] (se eligen 2 concejales más que en las elecciones municipales de 2011)
- Alcaldesa saliente: María del Socorro Cuesta Rodríguez - Candidatura Independiente Municipal de Espirdo
- Alcaldesa electa: Ana Carolina Rincón da Silva - PSOE[18]

| María del Socorro Cuesta Rodríguez | Cs           | 219 | 39,75% | 4 | 2d |  |  |  |
| Javier Ayuso Hontoria              | PP           | 185 | 33,58% | 3 | 0  |  |  |  |
| Ana Carolina Rincón da Silva       | PSOE         | 99  | 17,97% | 2 | 1  |  |  |  |
| José Carlos Rodríguez Marinero     | UPyD         | 28  | 5,08%  | 0 | 0  |  |  |  |
|                                    |              |     |        |   |    |  |  |  |
| Censo                              | Censo        | 787 | 100%   |   |    |  |  |  |
| Abstenciones                       | Abstenciones | 215 | 27,32% |   |    |  |  |  |
| Votantes                           | Votantes     | 572 | 72,68% |   |    |  |  |  |
| Blancos                            | Blancos      | 20  | 3,63   |   |    |  |  |  |
| Nulos                              | Nulos        | 21  | 3,67   |   |    |  |  |  |

d En relación con los resultados obtenidos por Candidatura Independiente Municipal de Espirdo, partido que se integró en Ciudadanos.

### Hontanares de Eresma
- 9 concejales a elegir[20]
- Alcalde saliente: Javier García García - PP
- Alcaldesa electa: María del Pilar Sánchez Martín - UPyD[21]

| Javier García García           | PP           | 215 | 35,19% | 3 | 3 |  |  |  |
| María del Pilar Sánchez Martín | UPyD         | 208 | 34,04% | 3 | 3 |  |  |  |
| Guillermo Pascual Jeronimo     | PSOE         | 165 | 27,00% | 3 | 0 |  |  |  |
|                                |              |     |        |   |   |  |  |  |
| Censo                          | Censo        | 861 | 100%   |   |   |  |  |  |
| Abstenciones                   | Abstenciones | 232 | 26,95% |   |   |  |  |  |
| Votantes                       | Votantes     | 629 | 73,05% |   |   |  |  |  |
| Blancos                        | Blancos      | 23  | 3,76%  |   |   |  |  |  |
| Nulos                          | Nulos        | 18  | 2,86%  |   |   |  |  |  |

### La Lastrilla
- 11 concejales a elegir[22]
- Alcalde saliente: Vicente Calle Enebral - PP
- Alcalde electo: Vicente Calle Enebral - PP

| Vicente Calle Enebral      | PP           | 781   | 47,36% | 6 | 1 |  |  |  |
| Pedro Luis Piñeiro Robledo | PSOE         | 586   | 35,54% | 4 | 0 |  |  |  |
| José Manuel Conde Brañas   | UPyD         | 219   | 13,28% | 1 | 1 |  |  |  |
|                            |              |       |        |   |   |  |  |  |
| Censo                      | Censo        | 2.573 | 100%   |   |   |  |  |  |
| Abstenciones               | Abstenciones | 874   | 33,97% |   |   |  |  |  |
| Votantes                   | Votantes     | 1.699 | 66,03% |   |   |  |  |  |
| Blancos                    | Blancos      | 63    | 3,82%  |   |   |  |  |  |
| Nulos                      | Nulos        | 50    | 2,94%  |   |   |  |  |  |

### Nava de la Asunción
- 11 concejales a elegir[23]
- Alcalde saliente: Santiago Miguel de la Cruz Jiménez - PP
- Alcalde electo: Juan José Maroto Sáez - PSOE

| Juan José Maroto Sáez       | PSOE         | 823   | 48,81% | 6 | 1 |  |  |  |
| Eduardo Verdugo Martín      | PP           | 699   | 41,46% | 5 | 1 |  |  |  |
| María Teresa Encinas Martín | ANe          | 125   | 7,41%  | 0 | 0 |  |  |  |
|                             |              |       |        |   |   |  |  |  |
| Censo                       | Censo        | 2.211 | 100%   |   |   |  |  |  |
| Abstenciones                | Abstenciones | 481   | 21,75% |   |   |  |  |  |
| Votantes                    | Votantes     | 1.730 | 78,25% |   |   |  |  |  |
| Blancos                     | Blancos      | 39    | 2,31%  |   |   |  |  |  |
| Nulos                       | Nulos        | 44    | 2,54%  |   |   |  |  |  |
| Válidos                     | Válidos      | 1.646 | 73,4%  |   |   |  |  |  |

e Agrupación Navera

### Navalmanzano
- 9 concejales a elegir[24]
- Alcalde saliente: Pablo Ángel Torrego Otero - PSOE
- Alcalde electo: Pablo Ángel Torrego Otero - PSOE

| Pablo Ángel Torrego Otero | PSOE         | 388 | 65,87% | 6 | 0 |  |  |  |
| Vicente Gómez Sastre      | PP           | 191 | 32,43% | 3 | 0 |  |  |  |
|                           |              |     |        |   |   |  |  |  |
| Censo                     | Censo        | 862 | 100%   |   |   |  |  |  |
| Abstenciones              | Abstenciones | 240 | 27,84% |   |   |  |  |  |
| Votantes                  | Votantes     | 622 | 72,16% |   |   |  |  |  |
| Blancos                   | Blancos      | 10  | 1,70%  |   |   |  |  |  |
| Nulos                     | Nulos        | 33  | 5,31%  |   |   |  |  |  |

### Navas de Oro
- 9 concejales a elegir[25]
- Alcaldesa saliente: María Carmen Pinela López - PP
- Alcalde electo: Ladislao González García - IU

| Ladislao González García  | IU           | 508   | 53,08% | 5 | 2 |  |  |  |
| María Carmen Pinela López | PP           | 423   | 44,20% | 4 | 1 |  |  |  |
|                           |              |       |        |   |   |  |  |  |
| Censo                     | Censo        | 1.133 | 100%   |   |   |  |  |  |
| Abstenciones              | Abstenciones | 142   | 12,53% |   |   |  |  |  |
| Votantes                  | Votantes     | 991   | 87,47% |   |   |  |  |  |
| Blancos                   | Blancos      | 26    | 2,72%  |   |   |  |  |  |
| Nulos                     | Nulos        | 34    | 3,43%  |   |   |  |  |  |

### Palazuelos de Eresma
- 11 concejales a elegir[26]
- Alcalde saliente: Jesús Nieto Martín - PP
- Alcalde electo: Jesús Nieto Martín - PP[27]

| Jesús Nieto Martín     | PP           | 517   | 23,09% | 3 | 1  |  |  |  |
| Daniel Bravo López     | PSOE         | 466   | 20,81% | 3 | 1  |  |  |  |
| Fernando Sanz Llorente | DNPf         | 380   | 16,97% | 2 | 1  |  |  |  |
| José Luis Grande Pérez | EN COMÚN     | 291   | 13,00% | 1 | 0g |  |  |  |
| Hilario Lázaro Centeno | AVRe         | 240   | 10,72% | 1 | 0  |  |  |  |
| Aurelio Niebla Beltrán | UPyD         | 236   | 10,54% | 1 | 1  |  |  |  |
|                        |              |       |        |   |    |  |  |  |
| Censo                  | Censo        | 3.456 | 100%   |   |    |  |  |  |
| Abstenciones           | Abstenciones | 1.160 | 33,56% |   |    |  |  |  |
| Votantes               | Votantes     | 2.296 | 66,44% |   |    |  |  |  |
| Blancos                | Blancos      | 109   | 4,87%  |   |    |  |  |  |
| Nulos                  | Nulos        | 57    | 2,48%  |   |    |  |  |  |

e Agrupación Vecinal Robledo

f Defendiendo Nuestro Pueblo

g En relación con los resultados obtenidos por Izquierda Unida, partido que se integró en EN COMÚN.

### Real Sitio de San Ildefonso
- 13 concejales a elegir[28]
- Alcalde saliente: José Luis Vázquez Fernández - PSOE
- Alcalde electo: José Luis Vázquez Fernández - PSOE[29]

| José Luis Vázquez Fernández | PSOE         | 1.313 | 43,87% | 6 | 1 |  |  |  |
| Juan Carlos Gómez Matesanz  | PP           | 707   | 23,52% | 3 | 1 |  |  |  |
| José Luis Santos Casas      | UPyD         | 569   | 19,01% | 3 | 3 |  |  |  |
| José Luis Duque Sanz        | IU           | 353   | 11,79% | 1 | 0 |  |  |  |
|                             |              |       |        |   |   |  |  |  |
| Censo                       | Censo        | 4.296 | 100%   |   |   |  |  |  |
| Abstenciones                | Abstenciones | 1.178 | 27,42% |   |   |  |  |  |
| Votantes                    | Votantes     | 3.118 | 72,58% |   |   |  |  |  |
| Blancos                     | Blancos      | 51    | 1,70%  |   |   |  |  |  |
| Nulos                       | Nulos        | 125   | 4,01%  |   |   |  |  |  |

### Riaza
- 11 concejales a elegir[30]
- Alcalde saliente: Benjamín Cerezo Hernández - PP
- Alcaldesa electa: Andrea Rico Berzal - PSOE[31]

| José Antonio Espejo Sanz | PP           | 441   | 40,05% | 5 | 1 |  |  |  |
| Andrea Rico Berzal       | PSOE         | 374   | 33,97% | 4 | 1 |  |  |  |
| Domingo Gómez Lombo      | IRg          | 208   | 18,89% | 2 | 2 |  |  |  |
| Alberto Marina Moreno    | EN COMÚN     | 64    | 5,81%  | 0 | 0 |  |  |  |
|                          |              |       |        |   |   |  |  |  |
| Censo                    | Censo        | 1.478 | 100%   |   |   |  |  |  |
| Abstenciones             | Abstenciones | 356   | 24,09% |   |   |  |  |  |
| Votantes                 | Votantes     | 1.122 | 75,91% |   |   |  |  |  |
| Blancos                  | Blancos      | 14    | 1,27%  |   |   |  |  |  |
| Nulos                    | Nulos        | 21    | 1,87%  |   |   |  |  |  |

g Independientes por Riaza

### San Cristóbal de Segovia
- 11 concejales a elegir[32]
- Alcalde saliente: Óscar Benito Moral Sanz - PP
- Alcalde electo: Óscar Benito Moral Sanz - PP

| Óscar Benito Moral Sanz       | PP           | 622   | 46,35% | 6 | 1 |  |  |  |
| María Victoria Alonso Navarro | PSOE         | 424   | 31,59% | 4 | 0 |  |  |  |
| Juan Ángel Ruiz Martínez      | UPyD         | 198   | 14,75% | 1 | 1 |  |  |  |
|                               |              |       |        |   |   |  |  |  |
| Censo                         | Censo        | 1996  | 100%   |   |   |  |  |  |
| Abstenciones                  | Abstenciones | 592   | 29,66% |   |   |  |  |  |
| Votantes                      | Votantes     | 1.404 | 70,34% |   |   |  |  |  |
| Blancos                       | Blancos      | 98    | 7,30%  |   |   |  |  |  |
| Nulos                         | Nulos        | 62    | 4,42%  |   |   |  |  |  |

### Santa María la Real de Nieva
- 9 concejales a elegir[33]
- Alcalde saliente: Jaime Pérez Esteban - PP
- Alcalde electo: Jaime Pérez Esteban - PP

| Jaime Pérez Esteban   | PP           | 380 | 62,60% | 6 | 0 |  |  |  |
| Francisco Ruano Ruano | PSOE         | 205 | 33,77% | 3 | 0 |  |  |  |
|                       |              |     |        |   |   |  |  |  |
| Censo                 | Censo        | 904 | 100%   |   |   |  |  |  |
| Abstenciones          | Abstenciones | 273 | 30,20% |   |   |  |  |  |
| Votantes              | Votantes     | 631 | 69,80% |   |   |  |  |  |
| Blancos               | Blancos      | 22  | 3,62%  |   |   |  |  |  |
| Nulos                 | Nulos        | 24  | 3,80%  |   |   |  |  |  |

### Segovia
- 25 concejales a elegir[34]
- Alcaldesa saliente: Clara Isabel Luquero Nicolás - PSOE
- Alcaldesa electa: Clara Isabel Luquero Nicolás - PSOE[35]

| Clara Isabel Luquero Nicolás      | PSOE         | 10.502 | 40,03% | 12 | 0 |  |  |  |
| Raquel Fernández García           | PP           | 7.672  | 29,24% | 8  | 4 |  |  |  |
| María Josefa García Orejana       | Cs           | 1.894  | 7,22%  | 2  | 2 |  |  |  |
| Luciana Miguel Alhambra           | UPyD         | 1.740  | 6,63%  | 2  | 2 |  |  |  |
| Ángel Galindo Hebrero             | IU           | 1.380  | 5,26%  | 1  | 0 |  |  |  |
| Rubén Rincón Gil                  | EN COMÚN     | 820    | 3,13%  | 0  | 0 |  |  |  |
| Luis Sanz Herrero                 | PSeDEi       | 594    | 2,26%  | 0  | 0 |  |  |  |
| Fernando Aranguren Gallego        | SEGOVIEMOS   | 534    | 2,04%  | 0  | 0 |  |  |  |
| Andrés Vicente Martínez           | Vox          | 292    | 1,11%  | 0  | 0 |  |  |  |
| Javier Giráldez Ceballos Escalera | ASiih        | 243    | 0,93%  | 0  | 0 |  |  |  |
| Mariano Fuente Blanco             | PCAS         | 141    | 0,54%  | 0  | 0 |  |  |  |
|                                   |              |        |        |    |   |  |  |  |
| Censo                             | Censo        | 40.374 | 100%   |    |   |  |  |  |
| Abstenciones                      | Abstenciones | 13.457 | 33,52% |    |   |  |  |  |
| Votantes                          | Votantes     | 26.687 | 66,48% |    |   |  |  |  |
| Blancos                           | Blancos      | 422    | 1,61%  |    |   |  |  |  |
| Nulos                             | Nulos        | 453    | 1,70%  |    |   |  |  |  |

h Alternativa Segoviana

i Partido Segoviano Democrático Español

### Sepúlveda
- 9 concejales a elegir[36]
- Alcalde saliente: Francisco Notario Martín - PP
- Alcalde electo: Ramón López Blázquez - PSOE[37]

| Raquel Sanz Lobo         | PP           | 292 | 40,61% | 4 | 2 |  |  |  |
| Francisco Notario Martín | IPSj         | 260 | 36,16% | 3 | 3 |  |  |  |
| Ramón López Blázquez     | PSOE         | 158 | 21,97% | 2 | 1 |  |  |  |
|                          |              |     |        |   |   |  |  |  |
| Censo                    | Censo        | 929 | 100%   |   |   |  |  |  |
| Abstenciones             | Abstenciones | 191 | 20,56% |   |   |  |  |  |
| Votantes                 | Votantes     | 738 | 79,44% |   |   |  |  |  |
| Blancos                  | Blancos      | 9   | 1,25%  |   |   |  |  |  |
| Nulos                    | Nulos        | 19  | 2,57%  |   |   |  |  |  |

j Independientes por Sepúlveda y sus pueblos

### Trescasas
- 7 concejales a elegir[38]
- Alcaldesa saliente: Enriqueta Martínez-Marín Lacer - PP
- Alcalde electo: Borja Lavandera Alonso - PSOE[39]

| Borja Lavandera Alonso         | PSOE         | 280 | 51,38% | 4 | 3 |  |  |  |
| Enriqueta Martínez-Marín Lacer | PP           | 199 | 36,51% | 2 | 0 |  |  |  |
| Matías Jiménez Jiménez         | UPyD         | 41  | 7,52%  | 0 | 0 |  |  |  |
|                                |              |     |        |   |   |  |  |  |
| Censo                          | Censo        | 785 | 100%   |   |   |  |  |  |
| Abstenciones                   | Abstenciones | 193 | 25,77% |   |   |  |  |  |
| Votantes                       | Votantes     | 624 | 74,23% |   |   |  |  |  |
| Blancos                        | Blancos      | 12  | 4,59%  |   |   |  |  |  |
| Nulos                          | Nulos        | 12  | 1,98%  |   |   |  |  |  |

### Torrecaballeros
- 9 concejales a elegir[40]
- Alcalde saliente: Serafín Sanz Sanz - PP
- Alcalde electo: Rubén García de Andrés - PSOE[41]

| Serafín Sanz Sanz         | PP           | 238 | 38,64% | 4 | 0 |  |  |  |
| Rubén García de Andrés    | PSOE         | 199 | 32,31% | 3 | 1 |  |  |  |
| María José Gallego Obieta | EN COMÚN     | 80  | 12,99% | 1 | 1 |  |  |  |
| Fidel Díez González       | UPyD         | 76  | 12,34% | 1 | 1 |  |  |  |
|                           |              |     |        |   |   |  |  |  |
| Censo                     | Censo        | 884 | 100%   |   |   |  |  |  |
| Abstenciones              | Abstenciones | 242 | 27,38% |   |   |  |  |  |
| Votantes                  | Votantes     | 642 | 72,62% |   |   |  |  |  |
| Blancos                   | Blancos      | 23  | 3,73%  |   |   |  |  |  |
| Nulos                     | Nulos        | 26  | 4,05%  |   |   |  |  |  |

### Turégano
- 9 concejales a elegir[42]
- Alcalde saliente: Juan Montes Sacristán - PP
- Alcalde electo: Juan Montes Sacristán - PP[43]

| Juan Montes Sacristán          | PP           | 250 | 40,85% | 4 | 0 |  |  |  |
| Alfonso Martín Gómez           | Cs           | 163 | 26,63% | 3 | 3 |  |  |  |
| Jesús Santiago Bravo Solana    | PSOE         | 163 | 26,63% | 2 | 2 |  |  |  |
| Carlos José Martínez Laquidain | UPyD         | 24  | 3,92%  | 0 | 0 |  |  |  |
|                                |              |     |        |   |   |  |  |  |
| Censo                          | Censo        | 803 | 100%   |   |   |  |  |  |
| Abstenciones                   | Abstenciones | 179 | 22,29% |   |   |  |  |  |
| Votantes                       | Votantes     | 624 | 77,71% |   |   |  |  |  |
| Blancos                        | Blancos      | 12  | 1,96%  |   |   |  |  |  |
| Nulos                          | Nulos        | 12  | 1,92%  |   |   |  |  |  |

### Valverde del Majano
- 9 concejales a elegir[44]
- Alcalde saliente: Gerardo Rafael Casado Llorente - PP
- Alcalde electo: Jesús Javier Lucía Marugán - PSOE

| Jesús Javier Lucía Marugán     | PSOE         | 301 | 51,54% | 5 | 2 |  |  |  |
| Gerardo Rafael Casado Llorente | PP           | 259 | 44,35% | 4 | 2 |  |  |  |
|                                |              |     |        |   |   |  |  |  |
| Censo                          | Censo        | 776 | 100%   |   |   |  |  |  |
| Abstenciones                   | Abstenciones | 173 | 22,29% |   |   |  |  |  |
| Votantes                       | Votantes     | 603 | 77,71% |   |   |  |  |  |
| Blancos                        | Blancos      | 24  | 4,11%  |   |   |  |  |  |
| Nulos                          | Nulos        | 19  | 3,15%  |   |   |  |  |  |

### Villacastín
- 9 concejales a elegir[45]
- Alcalde saliente: Jesús Grande Lozano - PP
- Alcalde electo: Jesús Grande Lozano - PP

| Jesús Grande Lozano           | PP           | 494   | 54,77% | 5 | 0 |  |  |  |
| María Estefanía Miguel Pintos | PSOE         | 208   | 23,06% | 2 | 0 |  |  |  |
| Julio Barroso Bachiller       | Cs           | 190   | 21,06% | 2 | 2 |  |  |  |
|                               |              |       |        |   |   |  |  |  |
| Censo                         | Censo        | 1.149 | 100%   |   |   |  |  |  |
| Abstenciones                  | Abstenciones | 227   | 19,76% |   |   |  |  |  |
| Votantes                      | Votantes     | 922   | 80,24  |   |   |  |  |  |
| Blancos                       | Blancos      | 10    | 1,11%  |   |   |  |  |  |
| Nulos                         | Nulos        | 20    | 2,17%  |   |   |  |  |  |

## Elección de la Diputación Provincial
De acuerdo con el Título V de la Ley Orgánica 5/1985, de 19 de junio, del Régimen Electoral General los diputados provinciales son electos indirectamente por los concejales. Por la población de la provincia, la Diputación de Segovia está integrada por 25 diputados.
Actúan como circunscripciones electorales para la elección de diputados los Partidos Judiciales existentes en 1979, y a cada Partido Judicial le corresponde elegir el siguiente número de diputados:
| Partido Judicial             | Diputados a elegir (2015) |
| Cuéllar                      | 4                         |
| Riaza                        | 1                         |
| Santa María la Real de Nieva | 3                         |
| Segovia                      | 15                        |
| Sepúlveda                    | 2                         |
| ---------------------------- | ------------------------- |

### Resultados globales
| Lista | Votos  | Diputados | Variación |
| PP    | 34.128 | 13        | 2         |
| PSOE  | 29.855 | 10        | 0         |
| UPyD  | 3.772  | 1         | 1         |
| Cs    | 3.145  | 1         | 1         |
| ----- | ------ | --------- | --------- |

### Resultados por partido judicial
- Cuéllar

| Lista | Votos | Concejales | Diputados | Variación |
| PP    | 6.916 | 161        | 3         | 0         |
| PSOE  | 3.467 | 47         | 1         | 0         |
| ----- | ----- | ---------- | --------- | --------- |

- Riaza

| Lista | Votos | Concejales | Diputados | Variación |
| PP    | 1.360 | 54         | 1         | 0         |
| ----- | ----- | ---------- | --------- | --------- |

- Santa María la Real de Nieva

| Lista | Votos | Concejales | Diputados | Variación |
| PP    | 4.054 | 121        | 2         | 0         |
| PSOE  | 3.330 | 57         | 1         | 0         |
| ----- | ----- | ---------- | --------- | --------- |

- Segovia

| Lista | Votos  | Concejales | Diputados | Variación |
| PSOE  | 19.303 | 127        | 7         | 0         |
| PP    | 17.944 | 194        | 6         | 2         |
| UPyD  | 3.715  | 18         | 1         | 1         |
| Cs    | 2.662  | 10         | 1         | 1         |
| ----- | ------ | ---------- | --------- | --------- |

- Sepúlveda

| Lista | Votos | Concejales | Diputados | Variación |
| PP    | 3.854 | 138        | 1         | 0         |
| PSOE  | 2.770 | 74         | 1         | 0         |
| ----- | ----- | ---------- | --------- | --------- |